# Pleuroptya crocealis
Pleuroptya crocealis là một loài bướm đêm trong họ Crambidae.